# Polski Komitet Opieki Społecznej
Polski Komitet Opieki Społecznej (PKOS) – instytucja utworzona 7 maja 1958 roku przez władze PRL, która miała być organizacją uzupełniającą działalność państwa w dziedzinie opieki społecznej. Jej podstawowy zakres aktywności obejmował uświadamianie oraz inicjowanie i organizowanie obywateli do świadczenia pomocy osobom potrzebującym, zwłaszcza starszym i niezdolnym do pracy. W 1960 roku liczba jej członków wynosiła 70 tysięcy, w 1980 roku sięgała blisko 2 milionów osób.